# Onomakritos
Onomakritos (altgriechisch Ὀνομάκριτος Onomákritos; * um 530 v. Chr.; † um 480 v. Chr.) war ein griechischer Chresmologe. Als solcher wurde er von Peisistratos beauftragt, die Orakelsprüche des Musaios zu sammeln.
Herodot berichtet, Onomakritos sei von Hipparchos, dem Sohn des Peisistratos, aus Athen verbannt worden, nachdem ihm durch Lasos aus Hermione eine Fälschung eines Spruchs des Musaios nachgewiesen wurde, dem zufolge die Insel Lemnos im Meer versinken würde. Nachdem die Peisistratiden selbst sich an den Hof des Perserkönigs Xerxes I. hatten flüchten müssen, half ihnen Onomakritos durch eine entsprechende Auswahl von für die Perser günstigen Orakelsprüchen, Xerxes von den günstigen Aussichten eines Einfalls in Griechenland zu überzeugen.
Eine Stelle bei Pausanias wurde dahingehend interpretiert, dass Onomakritos die Kultfeiern des Dionysos Zagreus begründet oder zumindest reformiert habe.